# El Marsa (Chlef)
El Marsa è un comune dell'Algeria, situato nella provincia di Chlef.